# Sucha Czuba
Sucha Czuba (1696 m n.p.m.) – niewybitne wzniesienie w północno-zachodniej grani Kasprowego Wierchu, tej samej, w której dalej na północ znajdują się Myślenickie Turnie. Nieco na zachód od wierzchołka przebiega zielony szlak prowadzący z Kuźnic na Kasprowy Wierch. Zachodnie stoki Suchej Czuby opadają do Doliny Goryczkowej pod Zakosy, natomiast wschodnie – do Doliny Suchej Kasprowej.

## Szlaki turystyczne
Czasy przejścia podane na podstawie mapy.
 – zielony szlak z Kuźnic przez Myślenickie Turnie i Suchą Czubę na Kasprowy Wierch. Czas przejścia: 3 h, ↓ 2:15 h